# Diaphorocetus poucheti
Diaphorocetus poucheti és una espècie extinta de mamífers marins de la superfamília dels fiseteroïdeus, l'única del gènere Diaphorocetus. Visqué durant el Miocè i se n'han trobat fòssils a l'Argentina, a la regió de Puerto Madryn. Aquest parent proper del catxalot fou descrit el 1892 i el seu nom específic és en honor de Georges Pouchet, que estudià els cetacis, entre altres animals.